# Братская могила
Бра́тская моги́ла — групповое захоронение массово погибших (умерших) примерно в одно время, часто в результате военных (боевых) действий, геноцида, голода, эпидемии или стихийного бедствия, когда индивидуальные захоронения организовать не представляется возможным. 
Большое количество воинских братских могил появилось в результате Первой и Второй мировых войн.

## Известные случаи создания братских могил
- на Бородинском поле находится несколько братских могил погибших в Бородинской битве;
- в братской могиле на Марсовом поле были похоронены жертвы Февральской революции;
- сотни тысяч погибших во время блокады Ленинграда похоронены на Пискарёвском мемориальном кладбище;
- многие жертвы Спитакского землетрясения захоронены в братских могилах.

## Эпидемиологическое значение
В условиях войны, когда у большинства людей в районе военных (боевых) действий ослаблен иммунитет и основным источником воды являются открытые источники, быстрое захоронение трупов погибших воинов и жителей имеет важное значение для предотвращения распространения заразных заболеваний среди военнослужащих и мирного населения. Братские могилы с медицинской точки зрения являются «санитарными захоронениями».
При военных (боевых) действиях также являлось очень актуальным захоронение павших верховых и гужевых лошадей, а также прочих тягловых животных, что требовало организации скотомогильников.